# 桃園市至善高級中等學校
桃園市私立至善高級中學，簡稱至善高中，位於桃園市大溪區，近大溪老街、石門水庫及後慈湖。1972年創校於竹東，後於1977年遷至桃園市大溪區。

## 校史

### 沿革
- 1972年：由張紫微和張炳安創校，原校址設於新竹縣竹東鎮上館里至善路一號，定名為私立至善高級工商職業學校，設有電子設備修護及綜合商科。
- 1973年：增設機工科。
- 1975年：增設美術工藝科。
- 1977年：遷至桃園市大溪區，正式招生，設機工、電子設備修護、美術工藝、綜合商科。
- 1978年：增設觀光事業科。
- 1981年：增設建築科一班。
- 1982年：與韓國貴林商校締結姊妹校。
- 1987年：增設資訊科，並開辦延教班：設機械修護、電子設備修護、美術工藝、綜合商科。
- 1988年：增設資料處理科，改延教班有機械修護、微電腦修護、廣告技術及商用資訊科。
- 1990年：調整美工科為廣告設計科，並增設汽車科。
- 1992年：日間部增設電機科；延教班增設汽車修護科。
- 1993年：日間部增設商業經營科。
- 1994年：設立工業電子丙級檢定場。
- 1996年：延教班改名為實用技能班。
- 1996年：日間部調整商業經營科為幼兒保育科；調整觀光科為餐飲管理科。12月設立電腦軟體應用、電腦軟體設計、廣告設計丙級檢定場。
- 1997年：調整實用技能班微電腦修護科為餐飲技術科。
- 1998年：2月設立中餐烹調乙、丙級檢定場；日間部增設綜合高中，並推動建教合作。
- 2002年：改制更名為桃園縣至善高級中學。
- 2006年：附屬進修學校開始招生，共有資訊及資處兩科。
- 2007年：附屬進修學校增設餐飲管理科。
- 2008年：增設日間部實用技能班烹調技術科。
- 2011年：停招附屬進修學校；增設普通科體育升學班。
- 2012年：增設表演藝術科。
- 2014年：增設家具木工科。
- 2016年：增設農產行銷科。
- 2018年：更名為至善學校財團法人桃園市至善高級中等學校。
- 2019年：調整餐飲管理科為觀光事業科。

## 歷任校長及歷任董事長
| 任別       | 任期                   | 姓名     |          |          |
| 歷任校長   | 歷任校長               | 歷任校長 | 歷任校長 | 歷任校長 |
| ---------- | ---------------------- | -------- | -------- | -------- |
| 1          | 1977年8月 － 1980年7月 | 陳昌瑞   | 先生     |          |
| 2          | 1980年8月 － 1989年1月 | 張華山   | 先生     |          |
| 3          | 1989年2月 － 1995年7月 | 楊敏烈   | 先生     |          |
| 4          | 1995年8月 － 1999年1月 | 吳文雄   | 先生     |          |
| 5          | 1999年2月 － 2008年1月 | 張南山   | 先生     |          |
| 6          | 2008年2月 － 2009年1月 | 劉昭一   | 先生     |          |
| 7          | 2009年8月 － 2011年7月 | 李義三   | 先生     |          |
| 8          | 2011年8月 － 2013年7月 | 陳國樑   | 先生     |          |
| 9          | 2013年8月 － 2016年7月 | 簡玫瑛   | 女士     |          |
| 10         | 2016年8月 － 2017年7月 | 江秋富   | 先生     |          |
| 11         | 2018年2月 － 2018年7月 | 黃麗米   | 女士     |          |
| 12         | 2019年2月 － 2020年1月 | 劉世嬌   | 女士     |          |
| 13         | 2020年8月 － 2022年7月 | 蔡永智   | 先生     |          |
| 14         | 2022年8月 － 2023年7月 | 蔡芸芸   | 女士     |          |
| 15         | 2023年8月 － 現任      | 王芷筠   | 女士     |          |
| 歷任董事長 |                        |          |          |          |
| 1          | 1972年 － 1977年       | 唐蔣幼瑩 | 女士     |          |
| 2          | 1977年 － 1980年7月    | 李玉泉   | 先生     |          |
| 3          | 1980年7月 － 1995年6月 | 高永吉   | 先生     |          |
| 4          | 1995年6月 － 1998年4月 | 張顯道   | 先生     |          |
| 5          | 1998年4月 － 2010年5月 | 林明華   | 先生     |          |
| 6          | 2010年5月 － 現任      | 張皓期   | 先生     |          |

## 科系

### 正規班
- 普通科(全人體育班)
- 家具木工科
- 農產行銷科
- 觀光事業科
- 幼兒保育科

## 校園建物
- 人文大樓
- 力行樓
- 篤行樓
- 藝術大樓
- 健康大樓
- 倉庫坊
- 室內體育場
- 汽修實習工廠
- 木一廠-家具木工科第一廠房
- 工二場
- 木三廠--家具木工科第二廠房
- 工四場

## 知名校友
- 莊明達
- 藍偉文 （页面存档备份，存于）

## 外部連結
- 官方网站